# Eeny, meeny, miny, moe
«Eeny, meeny, miny, moe» (возможны различные варианты написания) — англоязычная детская игровая считалка. Это один из многих подобных стишков, в которых ребёнок указывает последним слогом на человека, которого «отсчитали». Считалка существовала в различных формах задолго до 1820 года и присутствует в разных языках, где имеются сходные бессмысленные слоги.
Поскольку многие подобные считалки существовали ранее, трудно точно установить её происхождение.

## Версии
Обычная версия:
Eeny, meeny, miny, moe,
Catch a tiger by the toe.
If he hollers, let him go,
Eeny, meeny, miny, moe.

Дословный перевод:
Ини, мини, мани, мо,
Поймай тигра за палец.
Если вскрикнет - отпусти его,
Ини, мини, мани, мо.
Есть различные вариации, где «tiger» заменяется на «nigger», «tinker», имя из двух слогов и т. д., или же «hollers» заменяется «screams», «wiggles» либо другим глаголом.